# Anthem (entreprise)
Pour les articles homonymes, voir Anthem.
Anthem, anciennement Wellpoint, est une entreprise américaine d'assurance maladie et le plus grand membre de la Blue Cross Blue Shield Association (en).
Basée à Indianapolis, dirigée par Gail Koziara Boudreaux et cotée au New York Stock Exchange, l'entreprise de 42 000 salariés a fait un chiffre d'affaires de 56,953 milliards de dollars en 2006.

## Histoire
Anthem est issue de la fusion entre WellPoint Health Networks et Anthem Insurance Company en 2004, l'entreprise a ensuite pris pour nom Wellpoint jusqu'en 2014, où elle reprit son nom actuel.
En juillet 2015, Anthem lance une offre d'achat sur Cigna pour 54,2 milliards de dollars,. En juillet 2016, l'opération est bloquée par les autorités de la concurrence américaine, au même titre que l'acquisition de Humana par Aetna.

## Actionnaires
Liste des principaux actionnaires au 5 novembre 2019.
| Capital Research & Management  | 8,04% |
| The Vanguard Group             | 7,47% |
| T. Rowe Price Associates       | 6,63% |
| SSgA Funds Management          | 4,39% |
| Fidelity Management & Research | 3,49% |
| Wellington Management          | 3,15% |
| Fairholme Capital Management   | 2,97% |
| BlackRock Fund Advisors        | 2,57% |
| Putnam                         | 2,31% |
| Viking Global Investors        | 2,03% |

## Logo

Logo de Wellpoint jusqu'en 2014.